# Турген (Забайкальский край)
Турген — село в Кыринском районе Забайкальского края в составе сельского поселения «Михайло-Павловское»

## Географическое положение
Село расположено в восточной части района вблизи границы с Монголией, на расстоянии примерно 83 километра на восток-северо-восток по прямой от районного центра села Кыра.

## Климат
Климат резко континентальный. Средняя температура в январе колеблется между −22-24 °С, в июле доходит до отметки в +12 +18 °С. За год выпадает около 350 мм осадков. В целом погода характеризуется холодной продолжительной зимой, относительно жарим и влажным летом, коротким межсезоньем и ветреностью.

## Население
Постоянное население составляло 190 человек в 2002 году (русские 96 %), 138 человек в 2010 году.